# Saunik Island
Saunik Island är en ö i Kanada.   Den ligger i territoriet Nunavut, i den östra delen av landet, 2 300 km norr om huvudstaden Ottawa. Arean är 6,2 kvadratkilometer.
Terrängen på Saunik Island är platt. Öns högsta punkt är 82 meter över havet. Den sträcker sig 3,1 kilometer i nord-sydlig riktning, och 5,5 kilometer i öst-västlig riktning.
Trakten runt Saunik Island består i huvudsak av gräsmarker.